# Porcellio linsenmairi
Porcellio linsenmairi är en kräftdjursart som beskrevs av Helmut Schmalfuss1989. Porcellio linsenmairi ingår i släktet Porcellio och familjen Porcellionidae. Inga underarter finns listade i Catalogue of Life.